# Rottweil
Rottweil este o localitate în districtul Rottweil, landul Baden-Württemberg, Germania.

## Personalități
- Andreas Schwab (n. 1973), politician, eurodeputat din partea CDU
- Joshua Kimmich (n. 1995), fotbalist

## Orașe înfrățite
- L'Aquila, Italia (1988)
- Brugg, Elveția (1913)
- Hyères, Franța (1970)
- Imst, Austria (1964)